# دیوی کراکت (مجموعه تلویزیونی)
دِیوی کراکت (انگلیسی: Davy Crockett) نام یک مجموعه تلویزیونی آمریکایی است که در سال‌های ۱۹۵۴ تا ۱۹۵۵ میلادی از شبکهٔ تلویزیونی ای‌بی‌سی پخش شد.
در این مجموعه تلویزیونی، فس پارکر در نقش «دیوی کراکت» و بادی ابسن در نقش دوست او «جرج راسل» هنرنمایی می‌کنند.
کمی پس از پخش این مجموعه، سه قسمت اولِ آن را با هم ترکیب کرده و به صورت یک فیلم سینمایی در سال ۱۹۵۵ و دو قسمت آخر را نیز در قالب فیلمی دیگر، در ۱۹۵۶ اکران نمودند.
بخش‌هایی از این مجموعه تلویزیونی در پارک ملی کوه‌های بزرگ اسموکی تصویربرداری شده‌است.
این مجموعه تلویزیونی، در سال ۱۳۵۲ خورشیدی، با دوبلهٔ فارسی از تلویزیون ملی ایران پخش شد.